# Santa Ana (quartier d'Asunción)
Pour les articles homonymes, voir Santa Ana.
Sainte Ana est un quartier de la ville d'Asunción, capitale de la république du Paraguay, en Amérique du Sud latine.

## Histoire
La zone centrale de ce quartier était le premier habitat local et l'essentiel de la propriété de la famille Jaegli, s'étalant au long de la rivière Paraguay. Cette famille et quelques modestes voisins agriculteurs étaient les seules propriétaires terriens ou « terratenientes » avant que l'espace soit loti en parcelle puis aménagé par les équipements périurbains de base.
Les pauvres familles de la rivière, vivant dans des habitas précaires de plus en plus permanents, se consacraient à la pêche, et même à la contrebande commerciale avec l'Argentine de l'autre rive, avec leurs canoës ou bateaux.
Les familles aisées ont investi aussi ce quartier en hauteur avec de grandes résidences, une fois que la zone a commencé à se lotir montrant les contrastes sociaux de l'urbanisation.

## Caractéristiques
La topographie est variée, le paysage est accidenté. La lagune Cateura et un profond ravin en sont les principales caractéristiques locales.
L'usage du sol n'est plus agraire, il est maintenant essentiellement résidentiel, mais il existe aussi diverses activités comme la mine de l'ancien hospice “San Lázaro” et des installations commerciales.

## Géographie
Ce quartier est désormais enclavé dans la ville d'Asunción, capitale du Paraguay, précisément dans son département central de la région orientale.

## Climat
Le climat est tropical, la température moyenne est de 28 °C en été et 19 °C en hiver. Les vents prédominants viennent du nord et du sud. La hauteur annuelle cumulées de précipitations n'est toutefois que de 1700 mm.

## Limites
Les limites du quartier sont les rues du Colonel Schweitzer, prolongée par celle du Lieutenant Cantaluppi, de Monseigneur Moleón Andréu, puis enfin l'avenue José Félix Ramé et la colline du Lambaré, qui fait obstacle.
Le quartier est limitrophe :
- au nord du quartier Républicain ;
- au sud du quartier Itá Enramada ;
- à l'est de la Ville de Lambaré ;
- à l'ouest  du quartier Baigné.

## Surface
Son extension atteint 2,98 km². 

## Hydrographie
Les ruisseaux Leandro et Lambaré drainent les eaux urbaines du quartier Sainte Ana. 

## Transport
Le transport public dessert ce quartier avec les lignes de bus 19, 23, 51, 13, 4 et 9.

## Un quartier au centre de la communication: installation de mass média
Sa principale artère de communication est l'avenue José Félix Ramé.	
L'équipement de voirie par câble est telle qu'il a permis l'ouverture et l'installation de quatre chaînes de télévision et de diverses entreprises de communication notamment audio-visuel. Il y existe aussi une vingtaine de stations émettrices de radio aux fréquences AM et FM. Il faut compter avec les services téléphoniques de Copaco et les différents postes de téléphonie cellulaire, qui ont été appelés par ces divers médias ainsi que les services de presses de la capitale.

## Population
Le quartier Sainte Ana compte en 2008 5 200 habitants environ, à parité de sexe.
La densité n'est que de 1 750 hab./km2.

## Démographie
Le marché immobilier compte 1.050 logements environ, avec une capacité moyenne de 5 habitants. Les résidences installées lors de l'urbanisation rapide concernent en général des classes de haut niveau socio-économique.
Les habitats familiaux qui sont raccordés avec les services d'énergie électrique représentent 98 %.
Mais les maisons familiales raccordées avec les services des eaux courantes ne représentent que 8 %, celles bénéficiant des services de traitement des eaux s'élevant toutefois à 21 %.
Les maisons qui bénéficient du service de collecte d'ordures sont majoritaires de l'ordre de 54 %.
Le quartier ne possède aucun hôpital ni de services d'urgence ou assistances de santé, raison par laquelle les habitants doivent toujours se déplacer vers les autres quartiers voisins pour accéder à ce service.
L'éducation est présente avec un collège privé d'éducation primaire , ainsi  qu'une école publique d'éducation primaire puis secondaire.
Ces chiffres révèlent à l'envi les disparités de la population, avec des catégories socio-économiques élevés, moyenne et surtout à faible revenus. Les catégories populaires des zones inondables, par la Lagune Cateura, sont principalement des chômeurs et des précaires qui obtiennent souvent vivre et abris de fortune du dépôt d'ordure municipale ou de la décharge publique, près de laquelle ils vivent.

## Principaux problèmes du quartier
Les zones basses véritables plaines d'inondations de la vaste rivière Parguay devraient être abandonnées parles populations qui doivent être relogés à des altitudes plus élevées. Les raisons sont les suivantes : 
- Manque de transport dans la zone de la lagune Cateura.
- Pollution environnementale catastrophiques eau, sol et air, surtout  en raison de la décharge municipale placée dans la zone basse du quartier.
- Puanteur et prolifération de vermines et des insectes indésirables.
- Absence totale de service sanitaire.
- En maints endroits, faute d'équipements hydraulique de collecte, les eaux usées aboutissent dans la rue.
- L'indigence toucherait plus de la moitie des familles, une fraction d'entre elles vivant de la récupération des ordures.

## Institutions et Organisations existantes
Il existe six commissions vicinales ou commissions de quartiers. Elles sont situées : 
- Villa Verónica
- Colline Guy
- Villa Solitude
- Villa Corina et les Naranjales
- Tayí Poty
- Yuquyty

Leurs objectifs principaux restent l'amélioration des diverses conditions de vie des populations au sein de la communauté du quartier, en promouvant le développement de la communauté, l'accroissement du quartier, la construction et l'entretien de place, l'accroissement de la zone d'emprise urbaine et la légalisation du terrain municipal.

## Institutions non Gouvernementales
Établissement de la vie religieuse catholique:
- Chapelle Vierge des Grâces
- Le Grand Séminaire National

Organismes sportifs et/ou sociaux
- Club Sport Colonial (club de foot)

Structures éducatives:
- Collège San Diego et Sainte Catherine
- Université Catholique de Notre-Dame-de l'Asunción

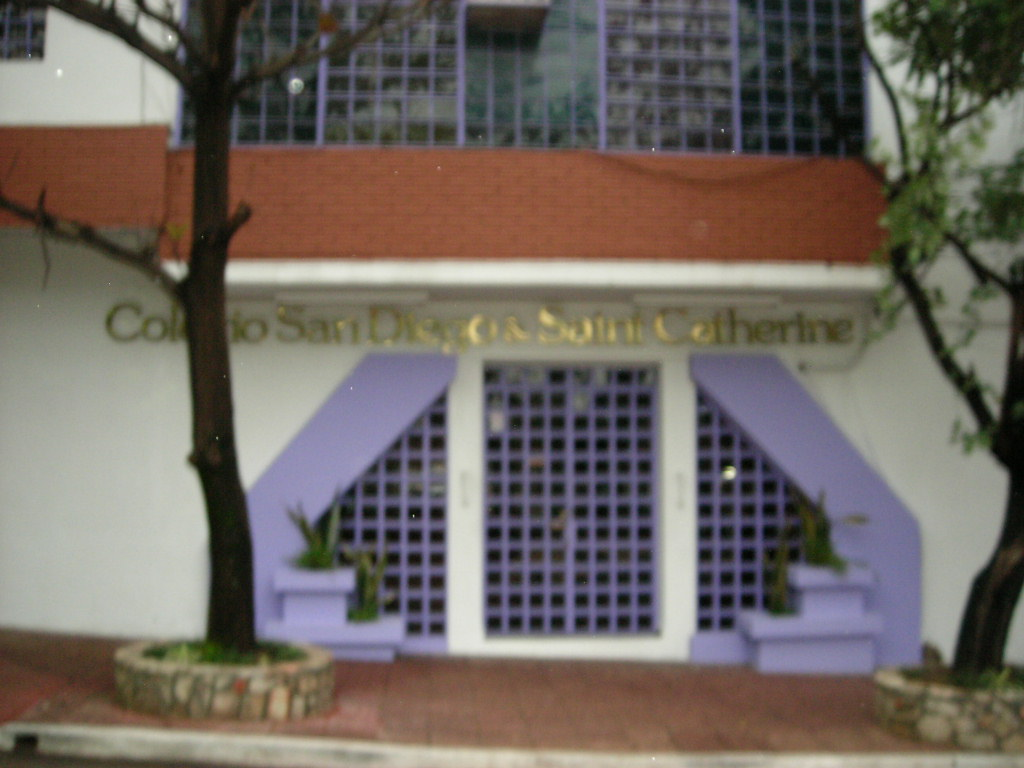
Collège Saint Catherine.

- Institut de Théologie

## Institutions gouvernementales
Administrations de services sur les places:
- Moleón Andréu (occupée)
- Tomás Romarin Pereira et Yvapovô (occupé)
- San Fernando (occupé)
- Moleón Andréu (occupé)

- École publique Nª 210 nommée République de la Hongrie

## Référence
- Les quartiers d'Asunción. Ouvrage édité  par la municipalité d'Asunción.
- Paraguay alDía. Édition Aramí Groupe, Guide des entreprises.